# José Fernando Bonaparte
José Fernando Bonaparte   (Rosario, 14 de juny de 1928 - Mercedes i Buenos Aires, 18 de febrer de 2020) fou un paleontòleg argentí que va descobrir molts dinosaures d'Amèrica del Sud i va ser mentor d'una nova generació de paleontòlegs argentins com Rodolfo Coria. Segons el paleontòleg Peter Dodson, "gairebé ha estat l'únic el responsable del fet que Argentina hagi esdevingut el sisè país del món en quantitat de tipus de dinosaures".

## Biografia
Bonaparte era fill d'un mariner italià relacionat amb la família de Napoeó Bonaparte. Va néixer a Rosario (Argentina). No va tenir una educació formal en paleontologia, però va ser nomenat Doctor Honoris causa per la Universitat Nacional de Tucumán el 1974, va esdevenir científic senior del Museo Argentino de Ciencias Naturales a Buenos Aires.

## Descobriments

### Diversitat austral
El supercontinent de Pangea es va dividir entre Lauràsia al nord i Gondwana al sud durant el Juràssic. Durant el Cretaci, Amèrica del Sud va allunyar-se de la resta de Gondwana. Aquest divisió va causar una divergència entre la biota del nord i els animals del sud. Els descobriments fets per Bonaparte il·lustren aquesta divergència i van fer que el paleontòleg Robert Bakker digués que Bonaparte era l'"Amo del Mesozoic".
A Amèrica del Sud, els titanosaures van desenvolupar armadures i van prosperar molts, mentre que els sauròpodes del continent del nord desapareixien i eren substiuïts per grans ramats d'hadrosaures; els teròpodes carnívors estaven representats per abelisaures i dinosaures d'aspecte estrany com el carnotaures.

### Llista de dinosaures amb el nom donat per Bonaparte
- Abelisaurus comahuensis (1985, amb Novas), un teròpode carnívor.
- Agustinia ligabuei (1998, anteriorment Augustia), un sauròpode
- Alvarezsaurus calvoi (1991), membre dels alvarezsauridae.
- Amargasaurus cazaui (1991, amb Salgado), un diplodocidae.
- Andesaurus delgadoi (1991, amb Calvo), un titanosauridae.
- Argentinosaurus huinculensis (1993, amb Coria), un titanosàurid.
- Argyrosaurus superbus (1984), un titanosàurid.
- Carnotaurus sastrei (1985), un ceratosauria.
- Coloradisaurus brevis (1978, anteriorment Coloradia), un sauropodomorf del (Triàsic primerenc.
- Dinheirosaurus lourinhanensis (1999, amb Octávio Mateus), sauròpode
- Guaibasaurus candelariensis (1998, amb Ferigolo), un saurischia.
- Kritosaurus australis (1984, amb Frenchi, Powell i Sepúlveda), un hadrosaure.
- Lapparentosaurus madagascariensis (1986), un sauròpode.
- Ligabueino andesi (1996), un petit ceratosaure.
- Mussaurus patagonicus (1979, amb Vince), un sauropodomorf.
- Noasaurus leali (1980, amb Powell), un ceratosaure possiblement similar a Deinonychusperò amb ullals a les mans.
- Patagopteryx (1992) - l'ocell autèntic més primitiu que no volava
- Piatnitzkysaurus floresi (1979), un teròpode.
- Pterodaustro (1970), un pterosaure.
- Rayososaurus agrioensis (1996), un rebbachisauridae sauròpode.
- Riojasaurus incertus (1969), un sauropodomorf.
- Saltasaurus loricatus (1980, wamb Powell), titanosàure.
- Velocisaurus unicus (1991), un ceratosaure.
- Volkheimeria chubutensis (1979), un sauròpode.
- Ligabuesaurus leanzai (2006), un sauròpode.

Bonaparte també va descriure molts arcosaures i ocells primitius (com Iberomesornis), i ajudà a estudiar altres dinosaures, com Giganotosaurus carolinii.

## Taxonomia
Bonaparte era un tradicionalista i no usava els mètodes de la cladística moderna, i aplicava el principi de la parsimònia a una ampli ventall de sinapomorfies. Tanmateix, de 2000 a 2007 Bonaparte usà cladogrames en els seus treballs. En els treballs seus en sauròpdes (per exemple, Ligabuesaurus) i protomamífers del Brasil, ho mostra cladogrames.